# Конотоп (роман)
«Коното́п» (МФА: [kon̪oˈt̪ɔp] ( прослухати)) — роман у жанрі альтернативної історії українського письменника Василя Кожелянка (створювався протягом лютого — липня 1998 року) та вперше надрукований у видавництві «Кальварія» 2001 року. Є другим романом книжкової серії «Дефіляди».
| «Конотоп» — «роман» про Конотопську битву 1659 року, коли гетьман Виговський потрощив 100-тисячне московське військо і дістав на вибір кілька вигідних для України історичних альтернатив. Але не скористався жодною. Та «упущена вигода» і по нині є драстичною темою дискусій поміж шовіністів, шароварників і пофігістів. Сюжет «Конотопа»: сучасний журналюга Автовізій Самійленко дістає з похмілля пропозицію пана Чортенка, власника газети «Ніч», змотатися у відрядження не по горизонталі, а по вертикалі: на триста років у глиб. Далі — репортажі з місця бойових дій для видань різного ідеологічного штибу. |

| книги | Це незавершена стаття про книгу. Ви можете допомогти проєкту, виправивши або дописавши її. |

| Сучасна українська література Книги Фантастика Україна |